# Радвановце
Радвановце (словац. Radvanovce) — село и одноимённая община в округе Вранов-над-Топлёу Прешовского края Словакии.

## История
Впервые упоминается в 1349 году.
На берегу Варачка на север от села на высоте 502 м над уровнем моря в 15 веке стоял маленький деревянный замок с размерами 46×34 м.
В селе есть римо-католический костел, построенный в 1968 году.

## Население
| Год:                | 1994 | 2004    | 2014     | 2024    |
| ------------------- | ---- | ------- | -------- | ------- |
| Количество человек: | 176  | 190     | 211      | 213     |
| Разница:            |      | +7,95 % | +11,05 % | +0,94 % |

Национальный состав населения (по данным последней переписи населения 2001 года):
- словаки — 90,81 %.

Состав населения по принадлежности к религии состоянию на 2001 год:
- римо-католики — 52,43 %,
- протестанты — 41,08 %,
- греко-католики — 1,08 %,
- не считают себя верующими или не принадлежат к одной вышеупомянутой конфессии — 5,40 %.